# Elaphoglossum acrostichoides
Elaphoglossum acrostichoides là một loài thực vật có mạch trong họ Lomariopsidaceae. Loài này được (Hook. & Grev.) Schelpe mô tả khoa học đầu tiên năm 1964.